# Foroyaa
Foroyaa ist eine Zeitung im westafrikanischen Staat Gambia. Es erscheinen drei Ausgaben in der Woche. Sitz der Zeitung ist der Ort Serekunda und der amtierende Chefredakteur ist Sam Sarr.
Der Name stammt aus der Gesellschaft der Mandinka, Foro bedeutet in der Mandinka-Sprache die Kaste der Freigeborenen. Die Zeitung ist mit der Partei People’s Democratic Organisation for Independence and Socialism (PDOIS) verbunden, die Oppositionspolitiker Halifa Sallah und Sidia Jatta betätigen sich auch als Redakteure der Zeitung, die Mitte der 1980er Jahre zusammen mit der Partei gegründet worden war. Foroyaa wurde 1987 erstmals als Zeitung und 2010 als Gesellschaft mit Aktionären registriert. In der Regierungszeit von Yahya Jammeh (1994–2017) hatte sie eine oppositionelle Haltung.
Um 2011 ist Sam Sarr der Geschäftsführer (Managing Director). Zu dieser Zeit gab es 16 Festangestellte und einige Freiberufler.